# 豊前町
豊前町（とよまえちょう）は、愛知県名古屋市東区の地名。現行行政地名は豊前町1丁目から豊前町3丁目。住居表示未実施。

## 地理
名古屋市東区中央部に位置する。東は千種区、西は黒門町、南は筒井三丁目、北は大松町に接する。

## 歴史

### 町名の由来
当地にはかつて尾張藩家老の成瀬豊前守正影の下屋敷があり、没後その敷地にあった小山だけが豊前殿山として残されたことにより、字豊前と称されたことに由来する。

### 沿革
- 1938年（昭和13年）3月1日 - 東区千種町の一部により、同区豊前町として成立[1]。
- 1969年（昭和44年） - 名古屋市住宅供給公社が豊前住宅を設置する[3]。
- 1981年（昭和56年）9月13日 - 松軒町・黒門町の各一部を編入する[1]。また、一部が筒井三丁目、黒門町に編入される[4]。

## 世帯数と人口
2019年（平成31年）2月1日現在の世帯数と人口は以下の通りである。
| 町丁   | 世帯数  | 人口    |
| ------ | ------- | ------- |
| 豊前町 | 670世帯 | 1,346人 |

### 人口の変遷
国勢調査による人口の推移
| 2000年（平成12年） | 1,340人 | [ WEB 6 ] |  |
| 2005年（平成17年） | 1,399人 | [ WEB 7 ] |  |
| 2010年（平成22年） | 1,385人 | [ WEB 8 ] |  |
| 2015年（平成27年） | 1,340人 | [ WEB 9 ] |  |

## 学区
市立小・中学校に通う場合、学校等は以下の通りとなる。また、公立高等学校に通う場合、学区は以下の通りとなる。
| 番・番地等 | 小学校               | 中学校                 | 高等学校 |
| ---------- | -------------------- | ---------------------- | -------- |
| 全域       | 名古屋市立筒井小学校 | 名古屋市立あずま中学校 | 尾張学区 |

## 施設
- 名古屋市東環境事務所[2]
- 名古屋市住宅供給公社豊前住宅[2]

## その他

### 日本郵便
- 郵便番号 : 461-0034[WEB 3]（集配局：名古屋東郵便局[WEB 12]）。

### WEB
1. 1 2  “愛知県名古屋市東区の町丁・字一覧”.   人口統計ラボ. 2017年10月7日閲覧。
2. 1 2  “町・丁目(大字)別、年齢(10歳階級)別公簿人口(全市・区別)”.   名古屋市 (2019年2月20日). 2019年3月10日閲覧。
3. 1 2  “郵便番号”.  日本郵便. 2019年3月17日閲覧。
4. ↑  “市外局番の一覧”.   総務省. 2019年1月6日閲覧。
5. ↑  名古屋市役所市民経済局地域振興部住民課町名表示係 (2017年3月15日). “東区の町名一覧”.   名古屋市. 2017年10月7日閲覧。
6. ↑  名古屋市役所総務局企画部統計課統計係 (2005年7月1日). “（刊行物）名古屋の町(大字)・丁目別人口 (平成12年国勢調査) 東区” (xls). 2017年10月8日閲覧。
7. ↑  名古屋市役所総務局企画部統計課統計係 (2007年6月29日). “平成17年国勢調査　名古屋の町(大字)別・年齢別人口 東区” (xls). 2017年10月8日閲覧。
8. ↑  名古屋市役所総務局企画部統計課統計係 (2012年6月29日). “平成22年国勢調査　名古屋の町(大字)別・年齢別人口 東区” (xls). 2017年10月8日閲覧。
9. ↑  名古屋市役所総務局企画部統計課統計係 (2017年7月7日). “平成27年国勢調査　名古屋の町(大字)別・年齢別人口” (xls). 2017年10月8日閲覧。
10. ↑  “市立小・中学校の通学区域一覧”.   名古屋市 (2018年11月10日). 2019年1月14日閲覧。
11. ↑  “平成29年度以降の愛知県公立高等学校（全日制課程）入学者選抜における通学区域並びに群及びグループ分け案について”.   愛知県教育委員会 (2015年2月16日). 2019年1月14日閲覧。
12. ↑  郵便番号簿 平成29年度版 - 日本郵便. 2019年03月10日閲覧 (PDF)

### 書籍
1. 1 2 3  名古屋市計画局 1992, p. 741.
2. 1 2 3 4  「角川日本地名大辞典」編纂委員会 1989, p. 1514.
3. 1 2  名古屋市計画局 1992, p. 151.
4. ↑  名古屋市計画局 1992, pp. 741–742.